# Епельбаум Наум Мойсейович
Нау́м Мойсе́йович Епельба́ум (* нар. 1 травня 1927, Аккерман (Четатя-Албе), Бессарабія — пом. 13 жовтня 2019, Бат-Ям, Тель-Авівський округ, Ізраїль) — український та молдавський скульптор-монументаліст радянських часів, член Союзу художників СРСР.

## Життєпис
Навчався в румунській гімназії Міхая Емінеску у Кишиневі.
1950 року закінчив кишинівську художню школу ім. І. Рєпіна, 1956 — Вище художньо-промислове училище ім. В. Мухіної в Ленінграді — клас професора Р. Таурит.
Є автором:
- пам'ятників — 1961 — на честь загиблих земляків у селі Кожушна,
- 1961 — пам'ятника революційному діячу Павлу Ткаченку, Бендери,
- 1969 — на честь звільнення Кишинева — разом з Л. І. Дубиновським,
- відкритий 1991 — в пам'ять в'язнів кишинівського гетто,
- відкритий 1993 — в пам'ять жертв кишинівського погрому 1903 року,
- пам'ятника Леніну в селі Чобручі (Слободзейський район) — разом з дружиною, скульптором Брунгільдою Епельбаум-Марченко,
- меморіального комплексу — 1989, Дубоссари, «Жертви фашизму» — на місці розстрілу євреїв.

2002 року було організовано виставку робіт подружжя Епельбаумів Національним художнім музеєм Молдови.
З 1992 року родина проживає в Ізраїлі — Бат-Ям. Його зять, Борис Цельнікер — ізраїльський скульптор.